# Кейхюсрев I
Гияседдин Кейхюсрев I (араб./перс. غياث الدين كيخسرو بن قلج ارسلان‎; тур. I. Gıyaseddin Keyhüsrev) — султан Рума в 1192—1196/97 и 1205—1211 годах, младший сын султана Кылыч-Арслана II.
Кейхюсрев наследовал престол в 1192 году, однако был свергнут в 1196/97 году своим братом Рукнеддином Сулейман-шахом II. После смерти в 1204 году Сулейман-шаха Кейхюсрев сверг его сына Кылыч-Арслана III и в 1205 году взошёл на трон второй раз. Во время своего второго правления Кейхюсрев I расширил подвластные ему территории: он завоевал Самсун и Анталью и обеспечил безопасность торговых путей в Анатолии; многие местные правители признали себя вассалами Конийского султаната.
Сельджукские султаны до Кейхюсрева наделяли сыновей уделами и давали им право чеканить деньги и читать их имя в хутбе, что делало их практически независимыми правителями. Это приводило раздробленности. Кейхюсрев ввёл важное новшество, направленное на сохранение целостности султаната — он выделил сыновьям уделы без дарования им прав на чеканку монет и хутбу.
Кейхюсрев привлекал учёных к управлению султанатом, при нём в Анатолии возникла организация Ахи.
Султан погиб в битве у Алашехира против Феодора I Ласкариса.

### Арабские и персидские
У брата Кейхюсрева I мелика Малатьи Муиззеддина Кайзер-шаха визирем был уроженец этого города по имени Мухаммад бен Гази аль-Малатьяви (ум. после 1202/03). В 1202/03 году он написал на персидском языке книгу «Мерзбан-наме Равзат аль-укул» и посвятил её Рукнеддину Сулейман-шаху II. В награду Сулейман-шах назначил аль-Малатьяви визирем султаната Рума и наставником Иззеддина Кейкавуса. Труд аль-Малатьяви представляет собой перевод дидактического труда X века, «Мерзбан-наме», написанного на табаристанском диалекте. В процессе перевода аль-Малатьяви дополнил текст историями, притчами и стихами.
Захиреддин Нишапури, живший в XII веке, написал историю сельджуков, «Сельджукнаме». Его текст был продолжен неким Абд аль-Хамидом Кирмани. Произведение было использовано родственником Нишапури, Мухаммедом бен Али Равенди (ум. после 1206/07). Мухаммед родился в Равенде (недалеко от Кашана), воспитывался дядей, мюдеррисом (преподаватель) медресе Хамадана и вместе с ним путешествовал по Ираку. В труде «Рахат ас-судур ве айет ас-сюрур» он описал события между 1160 и 1199 годами. Кроме «Сельджукнаме» Мухаммед использовал свидетельства очевидцев событий. Труд Равенди содержит информацию о личности и характере Кейхюсрева. Хотя длительное время считалось, что текст «Сельджукнаме» Нишапури не сохранился, он был обнаружен в сборнике хроник «Сливки истории», составленном Абу аль-Касымом Кашани.
Много сведений о жизни и правлении Кейхюсрева содержится в «Полной истории (аль-Камиль)», написанном на арабском языке труде Ибн аль-Асира, который родился в Джезире Ибн Омер в 1160 году и проживал в Мосуле. Он служил регентом и членом совета в родном городе в период правления Зангидов и ездил в Дамаск, Алеппо и Иерусалим как посланник атабеков Мосула.
Абу Шама аль-Макдиси (1203—1268) родился в Дамаске, провёл в этом городе большую часть своей жизни и написал «Книгу двух садов в известиях двух династий» — историю правления Нуреддина Махмуда и Салах ад-Дина с 1201 года. В «Книге» есть информация о борьбе за трон в султанате Рума и об отношениях Сельджукидов и Айюбидов.
Ибн Шаддад (1217—1285) родился в Алеппо и служил Айюбидам, после монгольского вторжения в Сирию он отправился в мамлюкский Египет, где снискал благосклонность Бейбарса I. Между 1272 и 1281 годами Ибн Шаддад написал в Египте труд о географии и истории Сирии и Джазиры, где описал завоевание Кейхюсревом Мараша.
Насируддин Хусейн бен Мухаммад (Ибн Биби) (ум. после 1285) создал хронику на персидском языке «Аль-Авамир аль-алаийя фи-ль-умур аль-алаийя», начинающуюся с назначения Кейхюсрева наследником и доходящую до 1281 года. Семья Ибн Биби служила сначала Хорезмшаху Джелаледдину, а между 1231—1233 годами (в правление Кейкубада I) Биби Хатун с мужем приехали в Конью, где поступили на службу Сельджукам. Во время правления Кейхюсрева III в 1272 году отец Ибн Биби умер и хронист вместо него стал главой дивана. Хотя ибн Биби не упоминает некоторые события (например, поход Кейхюсрева I против армян в 1208/09 годах), по словам турецкого медиевиста С. Кайи, «Аль-Авамир» — «самый подробный и важный из источников» по истории султаната Рума, по мнению В. Гордлевского, «Аль-Авамир» «имеет первостепенное значение для истории султаната Рума», так же, как и «Сельджукнаме» Языджиоглу Али. «Сельджукнаме» написан на османском языке для османского султана Мурада II и представляет переработку трудов Ибн Биби и Равенди.
Ибн Васил (1207—1298), автор труда «Рассеиватель тревог, касающихся истории Айюбидов», родился в Хаме, был кади и мюдеррисом в Каире во время правления аль-Салиха. В 1261 году Бейбарс отправил его послом к королю Сицилии Манфреду. По возвращении Ибн Васил стал проживать в родном городе, где и умер в 1298 году. В его труд, написанный в 1262/63 году, вошли сведения о смерти Сулейман-шаха II, походе Кейхюсрева I против армян и об отношениях Сельджуков и Айюбидов.
Абу-ль-Фида (1273—1331) родился в Дамаске в 1273 году и был внуком Такийюддина Омера, племянника Салах ад-Дина. С двенадцати лет он участвовал в битвах против крестоносцев, Армянского Киликийского королевства и монголов. В 1312 году он стал правителем Хамы с лакабом аль-Малик ас-Салих. «Краткая история рода человеческого» Абу-ль-Фиды дополняет сведения других источников и используется для уточнения дат. Ибн аль-Варди (1290—1349) был кади в Алеппо и Манбидже. Его «История» представляет собой сжатое изложение «Истории» Абу-ль-Фиды. Шихабуддин ан-Нувайри (1279—1332) родился в городке Нувайра (Верхний Египет). Он стал главой дивана, но в 1312 году оставил административную работу. В 1314 году он начал писать 31-томный труд, который завершил в 1331 году и посвятил мамлюкскому султану Калавуну. Кроме первых 11 томов, в которых повторяются сведения из других источников, остальные оригинальны.
Аксарайи (ум. 1332/33) 47 лет провёл на службе Хулагуидам. В 1323 году он завершил и посвятил Тимурташу, сыну Чобана, исторический труд «Мусамерет аль-ахбар ве мусайерет аль-ахьяр» (О. Туран перевёл его на турецкий с названием «История турецких сельджуков во времена монголов»). Труд Аксарайи содержит краткую, но важную информацию о правлении Сулейман-шаха II и втором правлении Кейхюсрева I, автор описывает государственное устройство сельджуков.
«Анонимный Сельджукнаме» на персидском языке описывает историю Сельджукского государства до 1363 года (переведено на турецкий под названием «История анатолийского государства сельджуков»). Этот труд является важным источником по анатолийским сельджукам, особенно в части сведений о матери Кейхюсрева I и его борьбе за трон с Сулейман-шахом II.
Ибн аль-Фурат (1335—1405) родился в Каире и написал «Историю Ибн аль-Фурата». Его труд полезен для изучения отношений Сельджуков и Айюбидов. Небольшое число полезных фактов для описания правлений Кейхюсрева I и Сулейман-шаха II можно найти в трудах некоторых других хронистов: «Зеркало времени в истории знаменитостей» Сибта ибн аль-Джаузи , «Сливки, снятые с истории Халеба» Ибн аль-Адима(1192—1262), «Избранная история» Хамдаллаха Казвини (ум.1350), общая история Ибн Кесира(1301—1373), «Заря для подслеповатого в искусстве писания» Аль-Калкашанди (1335—1418), «Историю человечества в разные эпохи» Бедреддина аль-Айни (1361—1451), «Сад чистоты относительно жизни пророков, царей и халифов» Мирхонда (ум. 1498).

### Византийские
Иоанн Киннам (ум. после 1185), секретарь Мануила I Комнина (1143—1180), написал «Историю» вскоре после смерти Мануила. События между 1118 и 1176 годами изложены в хронологическом порядке. В труде Киннама содержатся сведения об отношениях анатолийских сельджуков с византийцами и о визите султана Кылыч-Арслана II в Константинополь. Наиболее полезным (из византийских источников) является «История» Никиты Хониата (ум. 1213), который занимал высокие должности при дворе. После 1204 года он бежал в Никею и играл важную роль при дворе Феодора I Ласкариса. «История» содержит информацию о событиях Третьего крестового похода, о борьбе Кейхюсрева за трон, о матери Кейхюсрева, о жизни Кейхюсрева в византийской столице и об отношениях анатолийских сельджуков с Византией. Георгий Акрополит (1217—1282) был другом и учителем Феодора II Ласкариса (1254—1258). Его «История» повествует о событиях между 1203 и 1261 годами и является продолжением «Истории» Никиты Хониата. Акрополит подробно описал события, свидетелем которых был. По мнению византиниста К. Крумбахера, Акрополит беспристрастен и убедителен. Ценными являются сведения Акрополита об отъезде Кейхюсрева I в Константинополь, отношениях анатолийских сельджуков с византийцами и о битве при Алашехире, в которой Кейхюсрев погиб. Феодор Скутариот (ум. в конце XIII века), священник при никейском императоре Феодоре II Ласкарисе и византийском императоре Михаиле VIII Палеологе (1259—1282), занимал высокие должности в Патриархии. После 1282 года император Андроник II Палеолог (1282—1328) сместил Скутариота. В «Хронографии» Скутариота рассказывается о событиях, от сотворения мира до 1261 года, когда византийцы вернули Константинополь. Значительная часть «Хронографии» представляет собой компиляцию «Истории» Никиты Хониата и «История» Георгия Акрополита, однако та часть, которая основана на Акрополите, содержит множество дополнений, которые составляют главную ценность источника. «История ромеев» Никифора Григоры (ок. 1293 — ок. 1360) охватывает события 1204—1359 годов и содержит информацию о смерти Кейхюсрева I.

### Армянские
«Летопись» Смбата Спарапета (1208—1275) описывает события с 951 по 1271 год. До 1152 года изложение основано на хронике Матвея Эдесского, но с 1152 года текст оригинальный. «Летопись» даёт картину отношений анатолийских сельджуков и правителей Киликийской Армении. Канцлер Левона II Ваграм Рабуни по приказу короля написал «Стихотворную историю Рубинянов», где довёл повествование до нападения Абаки-хана на Анатолию. «История» содержит информацию о политических отношениях и войнах между сельджуками и армянами. Хетум Патмич (середина 1240-х — 1310-е), племянник Смбата Спарапета, написал «Цветник историй земель Востока», повествующий о событиях от 1076 до 1307 года. В нём много информации по сельджукско-армянским отношениям в период второго правления Кейхюсрева.

### Сирийские
«Хронография» патриарха Сирийской православной церкви Михаила Сирийца (ум. 1200) описывает события от сотворения мира до 1195 года. Автор использовал сирийские и арабские источники для рассказа о событиях, которые были до его жизни, и подробно описывал тот период, в котором он жил. В «Хронографии» много данных о борьбе в султанате Рума за трон и о сельджукско-армянских отношениях. По словам В. Гордлевского, «Хронография» «представляет большое значение, он, очевидно, хорошо знал, что происходило в Малой Азии». «Хронография» мафриана яковитской церкви Бар-Эбрея (1226—1285) частично опирается на труд Михаила Сирийца, но содержит много оригинальной информации о событиях, которым автор был свидетелем. В «Хронографии» описано завоевание Эрзинджана Сулейман-шахом II, захват Константинополя армиями Четвёртого крестового похода, просьбы византийского императора о помощи у Сулейман-шаха II и Кейхюсрева I, информация о завоевании Кейхюсревом Антальи.

### Другие
«Картлис Цховреба» (Жизнь Картли) даёт дополнительную информацию об отношениях сельджуков и Грузии в период правления Сулейман-шаха II. По словам В. Гордлевского, для этого периода «там может быть почерпнут полезный материал». «История экспедиции императора Фридриха» — самый важный современный источник о Третьем крестовом походе. Автор лично участвовал в событиях, происходившие во время похода, и находился с Фридрихом Барбароссой на протяжении всей кампании. Надписи на сооружениях в Никсаре, Конье, Кайсери и других городах дают дополнительную информацию о событиях в регионе. Отчеканенные в Конье, Кайсери, Сивасе, Аксарае и Малатье фельсы, дирхамы и динары периодов правления Кейхюсрева I и Сулейман-шаха II используются для уточнения дат.

## Происхождение
Кейхюсрев I был сыном султана Рума Кылыч-Арслана II. Хронисты приводили различные данные о количестве сыновей Кылыч-Арслана II — от 8 до 12, но, сколько бы их ни было, Кейхюсрев был младшим среди них, хотя дата его рождения (как и даты рождения его братьев) неизвестна. 
Про мать Кейхюсрев почти ничего не известно. Никита Хониат утверждал, что мать Кейхюсрева была христианкой. Согласно «Анонимному Сельджукнаме», мать Кейхюсрева принадлежала к византийской императорской семье. Дука заявлял, что мать Кейхюсрева была близкой родственницей Калояна. Востоковеды медиевисты К. Каэн, А. Севим и С. Меджит полагали, что матерью Кейхюсрева была византийка, но не упоминали о её принадлежности к какой-либо семье.
В источниках нет никаких упоминаний о свадьбе Кылыч-Арслана II ни Константинополе, ни в других местах, но Тунджер Байкара утверждал, что Кылыч-Арслана II женился на матери Кейхюсрева около 1162 года и что Кейхюсрев, возможно, родился в 1164 году. Версия Байкары, по мнению С. Кайи, не является невероятной. С учётом сообщения Никиты Хониата и слухов о матери Кейхюсрева во время его борьбы за трон С. Кайи полагал, что заключение политического брака для укрепления соглашений родственными узами было возможно.
Имя Кейхюсрев персидское, а лакаб Гияседдин арабский. Неизвестно, почему Кылыч-Арслан II дал младшему сыну имя персидского мифологического героя. По словам С. Кайи, это могло быть следствием как личного интереса к культуре Персии, так и тем, что сельджукиды Анатолии находились под влиянием персидской культуры.

## Раздел султаната
Кейхюсрев впервые упоминается в источниках в связи с разделом Кылыч-Арсланом султаната между сыновьями. Бар-Эбрей и Ибн аль-Асир полагали, что султан сделал это, поскольку был уже стар и устал. Султан оставил своим сыновьям следующие регионы:
1. Кутбеддин Мелик-шах — Сивас и Аксарай.
2. Рукнеддин Сулейман-шах — Токат и земли, простирающиеся до Чёрного моря;
3. Мухиддин Масуд-шах — регион, простирающийся до Чанкиры и Эскишехира, с центром в Анкаре;
4. Нуреддин Махмуд Султан-шах — Кайсери
5. Мугисуддин Тогрул-шах — Эльбистан;
6. Муизуддин Кайзер-шах — Малатья;
7. Насрыруддин Баркиярук — Никсар и Коюльхисар;
8. Низамеддин Аргун Шах — Амасья;
9. Гияседдин Кейхюсрев (младший сын) — Улуборлу и Кютахья;
10. Санджар-шах (сын[33] или брат[42] Кылыч-Арслана) — Эрегли;
11. Арслан-шах (сын[33] или племянник[42] Кылыч-Арслана) — Нигде.

Кылыч-Арслан жил в столице, Конье, и правил всем государством Сельджуков, а его сыновья правили в своих регионах как его подданные. При этом они могли чеканить деньги от своего имени, заниматься всеми видами строительной деятельности, читать свои имена после имени султана в хутбе, иметь свои армии. Сохранились монеты, отчеканенные первыми 9 меликами из 11.

## Мелик

### Отношения с Византией
Кейхюсрев со своими атабеками жил в населённом греками Улуборлу на границе с византийскими землями задолго до того, как Кылыч Арслан II разделил страну и выделил ему это место как удел. В этом регионе обосновались кочевые туркмены, которые совершали набеги на византийские территории. Назначение Кейхюсрева на должность мелика Улуборлу могло быть связано с тем, что он был, предположительно, сыном византийской женщины и не был для местного греческого населения чужаком. Также возможно, что выделяя сыну эти земли, Кылыч-Арслан пытался наладить контакты сельджукского государства с местными христианами. Кейхюсрев старался поддерживать хорошие отношения с византийским императором, но так же поддерживал и выступавших против Византии. Например, Кейхюсрев разрешил Феодору Манкафе,  в конце 1188 года восставшему против византийского императора Исаака II Ангела, собрать войско среди кочевых туркмен. Однако, когда Манкафа обратился к мелику с аналогичной просьбой повторно, Кейхюсрев отказал.
Когда император попросил выдать ему Манкафу, Кейхюсрев согласился при условии, что тому сохранят жизнь. Это вызвало ссору Кейхюсрева с братьями. Никита Хониат утверждал, что мелики обвинили Кейхюсрева в «подлом поступке» и позже использовали это против него во время борьбы за султанат.

### Конфликт Кылыч-Арслана с Мелик-шахом
Сыновья Кылыч-Арслана соперничали за право наследования, в этой борьбе участвовали как минимум пять из 11 меликов.
Визирем Кылыч-Арслана II был этнический грек Ихтияруддин Хасан, который имел большое влияние на султана. Хасан предупреждал султана, что Мелик-шах как старший сын считает себя законным наследником и не может смириться с тем, что отец предпочитает кого-то другого. Визирь советовал султану опасаться Мелик-шаха. Конфликт между султаном и Мелик-шахом постепенно разрастался. 
В 1188 году Мелик-шах двинулся на Конью, стремясь заставить отца отдать ему трон. У Кайсери армии отца и сына столкнулись, но солдаты Мелик-шаха отказались обнажать мечи против султана и Мелик-шах отступил к Сивасу. Бунт сына разгневал султана — по сообщению Михаила Сирийца и Бар-Эбрея, Кылыч-Арслан приказал убить 4000 туркмен, примкнувших к армии Мелик-шаха. В защиту самого Мелик-шаха выступил его сосед, зять султана Бахрам-шах Менгюджекид. Бахрам-шах приехал в Конью и убедил своего тестя Кылыч-Арслана, что люди считают виновником конфликта между отцом и сыном Ихтияруддина Хасана. Бахрам-шах посоветовал султану отправить визиря на время в Эрзинджан. Ихтияруддин Хасан должен был оставаться в Эрзинджане до тех пор, пока отношения между отцом и сыном не улучшатся. Визирь отправился в путь, его сопровождали 200 человек родственников, слуг и охранников, но по дороге все они были убиты туркменами. Смерть Ихтияруддина Хасана, крупнейшего противника Мелик-шаха на пути к султанату, дала последнему надежду на успех и он снова двинулся на Конью. Зимой 1189 года Мелик-шах вступил в Конью и в начале следующего 1190 года вынудил султана объявить себя наследником.

### Борьба с крестоносцами
После битвы при Хаттине 4 июля 1187 и потери христианами Иерусалима 2 октября того же года римский папа Климент II призвал к новому крестовому походу. Поход был организован императором Священной Римской империи Фридрихом Барбароссой, королём Англии Ричардом Львиное Сердце и королём Франции Филиппом Августом. Армия Барбароссы двигалась на восток по суше, а армии королей Англии и Франции — по морю. Фридрих Барбаросса отправился в Святую Землю в мае 1189 года и отправил к правителям стран, через которые лежал путь его армии, послов с просьбой разрешить ей проход. К сельджукскому султану Кылычу Арслану II поехал Годфруа фон Визенбах. Кылыч-Арслан II ответил положительно.
С началом Третьего крестового похода сыновья султана на некоторое время сплотились. Турецкий медиевист А. Севим утверждал, что Кейхюсрев в 1190 году сражался с армией Фридриха Барбароссы.
22-28 марта 1190 года Фридрих Барбаросса переправился через Дарданеллы в Анатолию. Однако, несмотря на соглашение с султаном, тут армия императора стала подвергаться нападениям. Войска добрались до пустынной территории возле озера Тузла, где наткнулись на скот, брошенный местными жителями. Они ушли в горы при приближении крестоносцев. Фридрих Барбаросса намеревался дать бой сельджукам, но те избегали прямого столкновения. Большинство источников пишут, что армии Барбароссы противостояли сыновья Кылыч-Арслана Мелик-шах и Месуд, и не упоминают напрямую участие Кейхюсрева. Однако Ибн Биби процитировал письмо  Кейхюсрева его наставнику, Медждуддину Исхаку, в котором мелик писал, что он «выступил против немцев».
Согласно автору «Истории экспедиции императора Фридриха», Никите Хониату и Ибн аль-Асиру, армия Барбароссы вошла на территорию султаната через Денизли и 2 мая достигла региона Улуборлу. Далее до Акшехира сельджуки изматывали крестоносцев набегами. Когда 3 мая армия Барбароссы проходила через перевал, где в 1176 году Мануил I Комнин потерпел поражение от Кылыч-Арслана II, сельджуки атаковали крестоносцев; хронист утверждал, что турками командовали Кутбеддин Меликшах и Мухиддин Месуд.
Большинство современных событиям авторов не упоминали о генеральном сражении. Никита Хониат утверждал, что  между армиями сыновей султана и крестоносцев произошла битва  у Акшехира, автор «Истории экспедиции императора Фридриха» писал, что сыновья султана собрали 300 тысяч всадников, но были разбиты крестоносцами 14 мая 1190 года. Но сельджуки, по словам историка С. Кайи, в то время не могли собрать армию такого размера. Фридрих Барбаросса захватил Акшехир, сжёг его, и преследовал сыновей султана до Коньи. Согласно «Истории экспедиции императора Фридриха» Конья попала в руки императора 19 мая, а согласно Никите Хониату — 18 мая. Крестоносцы разрушили несколько кварталов города и вырезали в них население, но не смогли захватить внутреннюю крепость. В итоге император и султаном заключили соглашение о безопасном проходе крестоносцев через земли сельджуков. Армия Фридриха Барбароссы покинула сельджукскую территорию 24 мая 1190 года. 10 июня 1190 года император погиб у Силифке.
По словам С. Кайи, «немыслимо, чтобы Кейхюсрев оставался пассивным и равнодушным к немецкой армии крестоносцев, которая двигалась по большей части по его собственному региону», Кейхюсрев должен быть упомянут первым среди братьев, сражавшихся против крестоносцев. 

### Смерть Кылыч-Арслана
Кылыч-Арслан жил практически в плену Мелик-шаха. При первой же возможности старый султан бежал из столицы. Некоторое время он ездил от одного сына к другому, надеясь, что кто-нибудь из них поможет ему против Мелик-шаха. Но никто из сыновей не оказал ему того внимания и уважения, на которое он рассчитывал. Михаил Сириец писал, что «Султан Килидж-Арслан, изгнанный своими сыновьями, переходил с места на место». Султан-шах захотел использовать отца в своих целях и султан сбежал к младшему сыну Кейхюсреву в Улуборлу. Лишь он согласился помочь отцу. Тем временем Мелик-шах фактически занял трон. Кылыч Арслан в ответ назначил наследником Кейхюсрева, вошёл в Конью с его войсками и снова сел на трон. Мелик-шах бежал в Аксарай, который вскоре был осаждён султаном и Кейхюсревом. Во время осады Кылыч-Арслан заболел и 26 августа 1192 года умер. «Анонимный Сельджукнаме» сообщал, что султан был отравлен неким Ибн Аваризом, но другие источники не подтверждают эту информацию.
Согласно Ибн Биби, Кылыч-Арслан Арслан занял Конью и назначил Кейхюсрева своим наследником перед смертью, а Имадеддин аль-Исфахани утверждал, что султан умер до того, как Кейхюсрев вошёл в Конью, где знать признала его новым султаном.

## Первое правление (1192—1196)
После Кылыч-Арслана через три или четыре года скончался и Мелик-шах. Принадлежавшие ему территории были захвачены Сулейман-шахом, который заявил о своих правах на весь султанат. Он был старшим из оставшихся сыновей Кылыч-Арслана. Назначение наследником самого младшего из них, Кейхюсрева, разозлило не только Сулеймана, но и всех остальных. Никита Хониат подчёркивал чрезвычайную жестокость Сулейман-шаха, который напал на Кейхюсрева. Хронист объяснял причину этого насилия не только желанием овладеть султанатом, но и тем, что Кейхюсрев родился от матери-христианки: он «воспылал неукротимою злобой против Кайхозроя, давно уже питая страсть овладеть Икониею, как отцовским престолом, и вообще ненавидя его, как христианина по матери». По словам Хониата Сулейман-шах напал и на другого брата, Месуда, и захватил его в плен.
Кейхюсрев заключил перемирие с византийским императором, видимо, опасаясь брата. «Анонимный Сельджукнаме» содержит обвинение Кейхюсрева в смерти Кылыч-Арслана: якобы некоторые из эмиров, служивших Кейхюсреву, сбежали от него к Сулейман-шаху и сообщили, что Кейхюсрев вместе с несколькими людьми отравил Кылыч-Арслана, а затем убил сообщников. Кроме того, Кейхюсрев якобы скрывал смерть отца 4 месяца. О. Туран полагал, что эти слухи были пущены Сулейман-шахом, чтобы оправдать нападение на брата, объявленного отцом наследником. По мнению Турана, у законного наследника старого отца не было оснований совершать убийство, а другой слух — о матери-христианке Кейхюсрева — тоже был пущен в пропагандистских целях и Сулейман использовал его лишь как повод. Сулейман-шах осадил Кейхюсрева в Конье. Длительная осада (четыре месяца) привела к голоду в городе. Жители связались с Рукнеддином и пообещали ему 500 000 дирхамов серебра, 300 атласных тканей, 200 одежд с золотым шитьём, 3000 отрезов сукна, если он снимет осаду. Ещё 10 000 локтей льна, 300 голов лошадей, 10 000 овец и 300 верблюдов должны были быть отправлены тремя партиями. Поскольку Сулейман-шах отказал в снятии осады и требовал признать себя султаном, то жители попросили ахиднаме (грамоту) с обещанием, что Кейхюсрев с семьёй может сохранить свободу и казну и покинуть Конью. Знатные жители Коньи сообщили Кейхюсреву, что из-за затянувшейся осады народ голодает. Изложив согласованное решение, они сказали султану: «Если вы не согласны, мы готовы защищаться, жертвуя всем ради вас». Однако тот ответил, что был свидетелем преданности и не хочет большего. Сулейман-шах дал брату ахиднаме с клятвой и одарил знать Коньи. Несмотря на соглашение, гарантировавшее неприкосновенность семьи свергнутого султана, Кейхюсрев не чувствовал себя в безопасности и немедленно ночью покинул столицу. Источники не указывают год этого события, но по отчеканенным в Конье деньгам (в 592 году Хиджры от имени Кейхюсрева и в 593 году от имени Сулейман-шаха) определено, что это произошло в 1196 году. «Анонимный Сельджукнаме» сообщал, что новый султан вошёл в Конью во вторник 7 Зу-ль-када, что в указанном году соответствует 3 октября.

## Скитания
Сначала Кейхюсрев отправился в свой уезд Улуборлу. Он так торопился, что даже не взял с собой своих сыновей Кейкавуса (старший) и Кейкубада. Когда свергнутый султан проезжал деревню под названием Ладик, местные жители проявили к нему неуважение, плохо обращались с окружением Кейхюсрева, преследовали их, нападали на них. Значительная часть его имущества была разграблена. Кейхюсрев решил изменить направление и направился в Ларенде. Он отправил письмо Сулейман-шаху, с жалобой на жестокое обращение со стороны жителей Ладика. Султан разгневался и повелел сжечь деревню, которая с тех пор стала называться «Сожжёный Ладик» (Lâdik-i suhte). Позже Сулейман-шах отправил к Кейхюсреву его сыновей. Кейхюсрев встретился с ними на границе Киликийской Армении и поехал в Козан. Левон II принял его с почтением, но не оказал помощи.
Затем он отправился в Эльбистан, где правил его брат Тугрул-шах. Тот принимал Кейхюсрева с почётом, но тоже не стремился воевать с Сулейман-шахом. Тугрул-шах никогда не участвовал в борьбе за трон, он всегда подчинялся тому из них, кто правил. Его почтительность была просто актом вежливости, а не выражением позиции против Сулейман-шаха II или поддержки Кейхюсрева. Поняв это, Кейхюсрев не задержался в Эльбистане и решил через несколько дней отправиться к старшему брату, мелику Кайзер-шаху в Эдессу. 
В 1191 году Кайзер-шах обратился к Салах ад-Дину с просьбой о помощи против Кутбеддина Мелик-шаха. Салах ад-Дин женил его на своей племяннице, а Эдессу дал ему в удел. Тугрул-шах приготовил дары Кейхюсреву: 100 тысяч монет, 30 мулов, 30 лошадей, 50 верблюдов, 20 рабов-мужчин, 10 наложниц, а многое другое. Аксарайи утверждал, что Кейхюсрев с подозрением относился к Тугрул-шаху, но был вынужден принять дары. Он поблагодарил брата и покинул Эльбистан. Кайзер-шах, как и ранее Тугрул-шах, почтительно приветствовал брата. Через некоторое время Кайзер-шах сообщил, что собирается поехать к своему тестю Айюбидскому правителю аль-Адилю и посоветовал Кейхюсреву обратиться к Айюбидам за помощью. 
Кейхюсрев прислушался к совету и после обмена дарами с братом отправился в Алеппо, которым правил сын Салах ад-Дина Аз-Захир. Он тоже почтительно встретил бывшего султана, но в то время Аз-Захир боролся за трон и не хотел портить отношений с Сулейман-шахом, чтобы не создавать себе дополнительных проблем. 
Из Алеппо Кейхюсрев отправился в Амид (Диярбакыр), предварительно обменявшись дарами с Аз-Захиром. Осман Туран полагал, что Кейхюсрев отправился в Диярбакыр по необходимости, поскольку побережье было в руках крестоносцев, и путь в Константинополь лежал через Чёрное море через Диярбакыр и Ахлат. Однако в Диярбакыре у него были родственники, и была надежда получить помощь от правителя Диярбакыра. Правивший в Диярбакыре и Хиснкайфе племянник Кейхюсрева Артукид Кутбеддин Сукман II почтительно приветствовал дядю. Однако помощь предоставить он не мог. 
Простившись с Сукманом и обменявшись с ним дарами, Кейхюсрев отправился в Ахлат, Ибн-Биби писал, что в это время там правил Ахлатшах эмир Балабан, Ибн-Биби ошибся, поскольку Балабан правил лишь с 1206/07 года и Кейхюсрева встречал Бедреддин Ак-Сонкур Хезар Динари (умер в 1197/98). Как и другие правители, принимавшие у себя Кейхюсрева, Ак-Сонкур почтительно его приветствовал, хорошо принимал, но помощь оказать не собирался. Обменявшись с ним дарами, Кейхюсрев отправился в Самсун, чтобы оттуда морем добраться до Константинополя. Ибн Биби и Аксарайи сообщали, что Кейхюсрев сначала высадился в Магрибе, однако турецкий историк С. Кайи пишет, что «кажется немыслимым и логически невозможным поехать в Северную Африку до того, как остановиться в Константинополе».
Кейхюсрев прибыл в Константинополь в 1199/1200 году. Ибн аль-Асир, Ибн Васил, Нувайри, Ибн аль-Варди утверждали, что византийский император Алексей III Ангел (1195—1203) очень хорошо принял Гияседдина Кейхюсрева, оказывал ему уважение. Георгий Акрополит, официальный придворный летописец Никейской империи, заявил, что Кейхюсрев был крещён и усыновлён византийским императором. По мнению С. Кайи, целью хрониста было принизить турецкого правителя и прославить византийского императора; Кейхюсрев не мог принять такое унижение, поскольку гордился своим происхождением и героическими предками и осознавал свою мусульманскую идентичность.
Император Алексий III женил Кейхюсрева на дочери сановника Мануила Маврозома. Ибн Биби, Аксарайи, персидский историк Ахмед Гаффари Казвини (ум. 1567/68) утверждали, что Маврозом был правителем острова недалеко от Стамбула, Бар-Эбрей, Ибн аль-Асир, Нувайри, Мюнеджибаши называли его командиром замка рядом со Стамбулом. Бар Эбрей, Рашид ад-Дин и Ибн аль-Асир называли его патрицием.
Ибн Биби утверждал, что один из византийских военачальников оскорбил султана перед императором, Кейхюсрев ударил его, присутствовавшие сановники пытались схватить султана. По сообщению Ибн Биби, на следующий день султан, якобы, сражался с одним из «франков» на дуэли и победил. Император предотвратил разрастание конфликта и сам принёс извинения Кейхюсреву.
В 1203 году участники четвёртого крестового похода захватили Константинополь и свергнутый султан нашёл убежище у своего тестя. В июле 1204 года произошло важное событие — умер Рукнеддин Сулейман-Шах II.

## Возвращение в Анатолию
По словам Ибн-Биби, туркменские эмиры Нух Альп, Менде и Торник возвели на трон малолетнего сына Сулейман-шаха, Кылыч-Арслана III (согласно Т. Райс, ему было 3 года), и стали его регентами. Но эмир Мубаризуддин Эртокуш и сыновья Ягибасана Музафферуддин Махмуд, Захиреддин Или и Бадреддин Юсуф, которые служили сельджукам и командовали войсками уджей, не согласились с вступлением на престол Кылыч-Арслана, поскольку были друзьями Кейхюсрева. Они убедили других эмиров региона с помощью клятв и письменных договоров и отправили хаджиба Зекерию к Кейхюсреву, чтобы пригласить его в Конью. Хаджиб прибыл к Кейхюсреву и сообщил ему о событиях в Конье - смерти Сулейман-Шаха и приглашении от эмиров прибыть и взойти на трон. По словам Ибн Биби, Кейхюсрев три дня оплакивал брата перед тем, как начать собираться для возвращения в Конью. Когда он прибыл в Никею, правитель новообразованной Никейской империи Феодор I Ласкарис не позволил султану Кейхюсреву двигаться дальше. Он заявил, что заключил договор с новым султаном Кылыч-Арсланом III и не может его нарушить. Но это был лишь предлог для торга с Кейхюсревом: оба (Ласкарис и Кылыч Арслан III) не имели времени для заключения договоров; в византийских источниках нет упоминаний о таких соглашениях. В результате переговоров Кейхюсрев получил разрешение пройти. Ласкарису выторговал себе в обмен на эту услугу отнятые сельджуками у Византии города и замки до Хонаса, Ладика (Денизли) и Коньи. Для обеспечения выполнения этих условий Кейхюсрев оставил хаджиба Зекерию и своих сыновей Кейкавуса и Кейкубада заложниками в Никее.
В январе 1205 года Кейхюсрев прибыл в свой уезд Боргулу. К этому времени хаджибу Зекерии удалось организовать побег. Он получил у Ласкариса разрешение путешествовать и охотиться в горах и подговорил охранников, сопровождавших его и принцев, сотрудничать. Во время охоты они, якобы, погнавшись за дичью, приблизились к границе сельджукских земель и пересекли её. Получив сообщение от хаджиба о спасении сыновей, Кейхюсрев понял, что нет необходимости в будущем соблюдать соглашение с Ласкарисом и отдавать города.
В Улуборлу Кейхюсрев подготовил армию и двинулся на Конью. В январе-феврале 1205 года он осадил город. По словам Ибн Биби, жители Коньи оказали сопротивление, кади Тирмизи выпустил фетву, объявлявшую, что Кейхюсрев не достоин быть султаном, поскольку он поддерживал дружеские отношения с неверующими (византийцами) и нарушал религиозные заповеди. Кейхюсрев потерпел поражение и отступил в город Окрем (к Ылгыну) рядом с Коньей.

## Второе правление

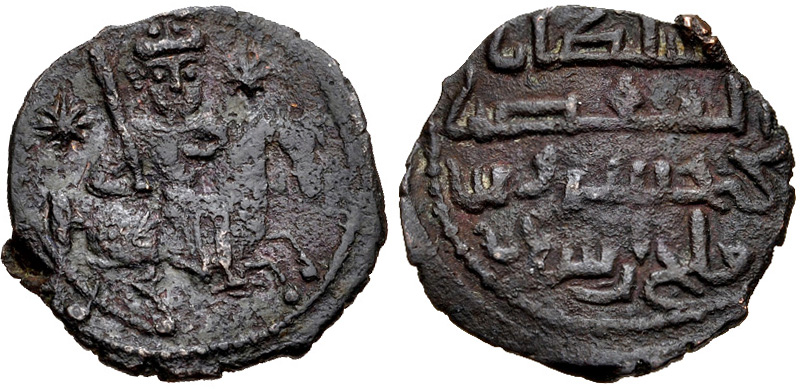
Дирхам Кейхюсрева, отчеканенный в период второго правления. Титулатура султана на монетах второго правления отличается добавлением «Абу’ль Фатх».

### Восшествие на престол
Согласно сообщениям Ибн аль-Асира, Нувайри и Ибн аль-Ибри, жители Аксарая, который был военной базой его отца Кылыч-Арслана II, пригласили его в свой город и признали султаном. После этого жители Коньи прочитали в городе хутбу от имени Кейхюсрева и пригласили его в город, чтобы взойти на трон. В марте 1205 года Кейхюсрев второй раз стал султаном Анатолийского государства сельджуков. Согласно Ибн Биби, Кейхюсрев уничтожил поля, окружавшие город, и убил кади Тирмизи, обвинив его в организации сопротивления города.
Кылыч-Арслан III подчинился дяде и тот дал ему в удел Токат, когда-то бывший уделом отца Кылыч-Арслана, Сулейман-шаха. Однако ещё до того, как свергнутый султан выехал из столицы, Кейхюсрев передумал и велел заключить племянника в замке Гевеле недалеко от Коньи. По мнению турецких историков О. Турана и С. Кайи, отсутствие дальнейших упоминаний о мальчике свидетельствует, что он «был ликвидирован».
По словам Ибн Биби, султан щедро наградил сыновей Ягибасана. Хотя они не получили все территории Данышмендидов, которые султан отдал своему сыну, Кейкубаду, но Музафферуддину Махмуду султан дал Никсар, Кайсери и Койлухисар, а Захиреддин Или получил должность перванэ.

### Подчинение регионов
Кейхюсрев назначил своих сыновей Алаэддина Кейкубада и Джалаледдина Кейферидуна (младший сын, родившийся от дочери Маврозома) править Токатом и Коюльхисаром, но не дал им права чеканить деньги от их имени, читать их имена в хутбе, начинать войны или заключать мир с соседними государствами без разрешения султана. Тугрул-шах остался меликом в Эрзуруме. Кайзер-шах хотел вернуться в выделенную им отцом Мелитену, откуда он сбежал, спасаясь от Сулейман-шаха, но Кейхюсрев не согласился, он даже не принял Кайзер-шаха лично, и тот остался в Эдессе. Сулейман II Менгюджюкоглу из Эрзинджана и ранее подчинялся Сельджукским султанам Коньи как вассал. Артукидский правитель Диярбакыра Насыреддин Махмуд решил воспользоваться ситуацией в султанате Рума после смерти Сулейман-шаха. В марте-апреле 1205 года он осадил Хартперт, который принадлежал другой ветви Артукидов. Его поддержал Айюбид аль-Малик аль-Ашраф с армией Джазиры. Правитель Хартперта, Низамеддин Ибрагим бен Абу Бакр, обратился Кейхюсреву за помощью и султан отправил к Хартперту 6000 человек под командованием подчинившегося ему Айюбидского правителя Самосаты аль-Малика аль-Афдаля. Когда армия аль-Афдаля дошла до Мелитены, Насыреддин Махмуд ушёл от Хартперта, а Низамеддин Ибрагим признал себя вассалом султана.
После распада Византийской империи и образования Латинской, Трапезундской и Никейской империй византийское господство в Анатолии ослабло, что облегчило положение сельджуков на севере и юге. Алексей I Великий Комнин и Давид Комнин правили в Синопе и Трабзоне. Правитель Никеи Феодор I Ласкарис находился в затруднительном положении, поскольку его территории располагались между территориями Трапезундской и Латинской империй. Поэтому он заключил союз с Кейхюсревом. Благодаря этому соглашению, Феодор I Ласкарис разгромил армию Давида Комнина в Вифинии, а Кейхюсрев одержал победу над армией Алексея I у Самсуна, город султан передал Ласкарису.
Маврозом, прибывший в Анатолию к зятю, разграбил греческие территории в регионе Мендереса. Кейхюсрев передал ему управление всем этим регионом до Эгейского моря. Маврозом основал здесь княжество, в связи с чем имя Маврозома упоминается в источниках как «мелик» (принц, правитель). Через некоторое время Феодорос Ласкарис, так же претендовавший на эти земли, нанёс Маврозому тяжёлое поражение и тот бежал в Конью. Позже Ласкарис подписал с султаном мирный договор, по которому часть региона Мендереса снова перешла к Маврозому.

### Завоевание Антальи
Ещё в 1182 году Кылыч-Арслан II осадил Анталью, важный порт на средиземноморском побережье Анатолии, но не смог её взять. После распада византийской империи на средиземноморском побережье Анатолии началась борьба за передел территорий. Порт и торговый путь через Анталью стали ненадёжным, торговые суда подвергались нападениям и разграблениям. Анталья попала в руки венецианского авантюриста Альдобрандини. Кроме того, население в Антальи было христианским, мусульман было меньшинство, которое подвергалось притеснениям. По словам Ибн-Биби, к султану явилась группа мусульманских торговцев, пожаловавшихся на сложившуюся ситуацию. В 1207 году Кейхюсрев осадил город, но Альдобрандини получил помощь с Кипра. По словам Османа Турана, город защищали посланные с Кипра войска под командованием регента Кипра Готье де Монбельяра.
По словам С. Кайи, осада Антальи проходила в два этапа. На 16 день султан временно снял осаду и вернулся в Конью, но оставленный им недалеко от Антальи отряд перехватывал караваны, чтобы остановить доставку продовольствия в город и задерживать выходящих из города людей. Город оказался без продовольствия и связи. Коренные жители Антальи, византийцы, которые и до того были недовольны правлением латинян, потребовали от крестоносцев покинуть город. Внутри города вспыхнул конфликт и начались стычки. Византийцы сообщили сельджукам, что хотят сдать город. Кейхюсрев прибыл из Коньи и снова осадил город. Согласно Ибн Биби, султан приказал использовать луки и стрелы вместо булав и мечей и разделил армию на небольшие группы. К стенам замка в разных местах приставили лестницы, а вокруг города разместили катапульты. Сельджуки быстро поднялись на бастионы замка, первым среди них был воин по имени Хусамеддин Явлак Арслан из Коньи. Он поднял флаг султана на самой высокой башне. После этого франки (крестоносцы, латиняне) бежали. Ибн аль-Асир, Ибн Биби, Бар-Эбрей, Нувайри, Ибн аль-Варди, Айни, Мирхонд, Джаффари, Дженаби датируют завоевание Антальи 3 Шабана 603 года Хиджры (5 марта 1207).
После завоевания города султан назначил Мубаризуддина Эртокуша его вали. Сельджуки впервые вступили в торговые отношения с европейцами, стали заключать соглашения. Султан издал специальный приказ о выплате компенсаций купцам, чьи суда с товарами были ограблены. Он также отменил налог на проезд и пошлину, взимаемую с торговых караван.
В 1212 году (уже после смерти Кейхюсрева) христиане Антальи ночью убили турецких мужчин в городе, захватили женщин и детей, и захватили город после резни, длившейся всю ночь. 30 Рамадана 612 года (22 января 1216 года) Иззеддин Кейкавус снова захватил Анталью.

### Отношения с Киликийской Арменией
Киликийская Армения была вассалом сельджукского султаната. После смерти Рукнеддина Сулейман-шаха армяне воспользовались борьбой за трон в султанате Рума и начали нападать на территории сельджуков. В 1205 году Левон II захватил Гёксун. В декабре 1205 — январе 1206 года он разрушил город Дербсяк. Затем он напал окрестности Алеппо, далее пошёл на Мараш. Правитель Алеппо аз-Захир оказал сопротивление Левону, но не смог победить его. В 1205/06 году Левон напал на Эльбистан. Его нападения угрожали стабильности торгового пути из Анатолии в Сирию.
В 1208/09 году султан легко захватил Мараш. Он назначил Хусамеддина Хасана, одного из эмиров Кылыч Арслана II, вали города. Из Мараша Кейхюсрев вторгся в долину реки Джейхан, где к нему присоединились вспомогательные силы, посланные аз-Захиром. Кейхюсрев разорил многие внутренние районы армянского государства и захватил большую добычу и много пленных. В руки султана попал замок Пертус, который защищал сын Левона, Григор, попавший в плен.
По сообщению Ибн аль-Адима, Левон обратился к султану с просьбой о мире через Айюбидских правителей аль-Адиля и аз-Захира, обещая не нападать на торговые караваны между Турцией и Сирией. Из-з приближения зимы султан тоже был заинтересован в прекращении боевых действий и потому согласился. Мир был подписан, Левон обещал вернуть всех мусульманских пленников и выплатить им компенсацию, не нападать на земли сельджуков и айюбидов.
Согласно исламским источникам (Ибн аль-Асир, Сибт ибн аль-Джаузи, Ибн аль-Адим, Ибн-Васил, Ибн Касир), в 1208/09 году атабек Мосула Нуреддин Арсланшах заключил союз с Музафферуддином Кёкбори, правителем Эрбиля. Две дочери Кёкбори стали жёнами двух сыновей Арсланшаха. В 1209/10 году Арсланшах и Кёкбори обратились за помощью против Аль-Адиля к атабеку Алеппо аль-Малик аз-Захиру и к Кейхюсреву. Арсланшах и Кёкбёрю заявили, что они подчинятся Кейхюсреву, и стали читать хутбу от его имени. Тем самым влияние Кейхюсрева распространилось на Мосул и Эрбиль.

## Смерть
Ибн Биби писал, что Ласкарис мешал передвижению караванов через территорию Никейской империи и перестал платить дань сельджукскому султану, что спровоцировало войну. Согласно "Анонимному Сельджукнаме", патриарх приказал Ласкарису сражаться с турками и пригрозил лишить его престола или даже отлучить от церкви. Георгий Акрополит и Григора видели причиной конфликта между Феодором Ласкарисом I и Кейхюсревом в бывшем византийском императоре Алексее III Ангеле, который прибыл ко двору Кейхюсрева в 1211 году из Эпирского царства. Он умолял султана свергнуть «узурпатора» Ласкариса и возвратить ему власть. Кейхюсрев потребовал от никейского правителя отречения в пользу Ангела, но, получив отказ, начал собирать войска. Никита Хониат не называл причин этой войны. По словам Георгия Акрополита, «Ласкарис знал, что Кейхюсрев использовал Алексея III в качестве предлога, но на самом деле его настоящей целью было взять под свой контроль все Византийское государство». Византийские источники не упоминают действия Ласкариса и не сообщают, что Ласкарис в одностороннем порядке нарушил соглашение с султаном. Византийские хронисты заявляют, что войну начал Кейхюсрев. К. Каэн назвал причинами войны интриги Алексея III Ангела против Ласкариса; интриги латинского императора Константинополя Генриха I Фландрского; недисциплинированность туркмен на сельджукско-никейской границе; «и, наконец, согласно одному источнику, возмущение одной греческой фракции потерей Антальи».

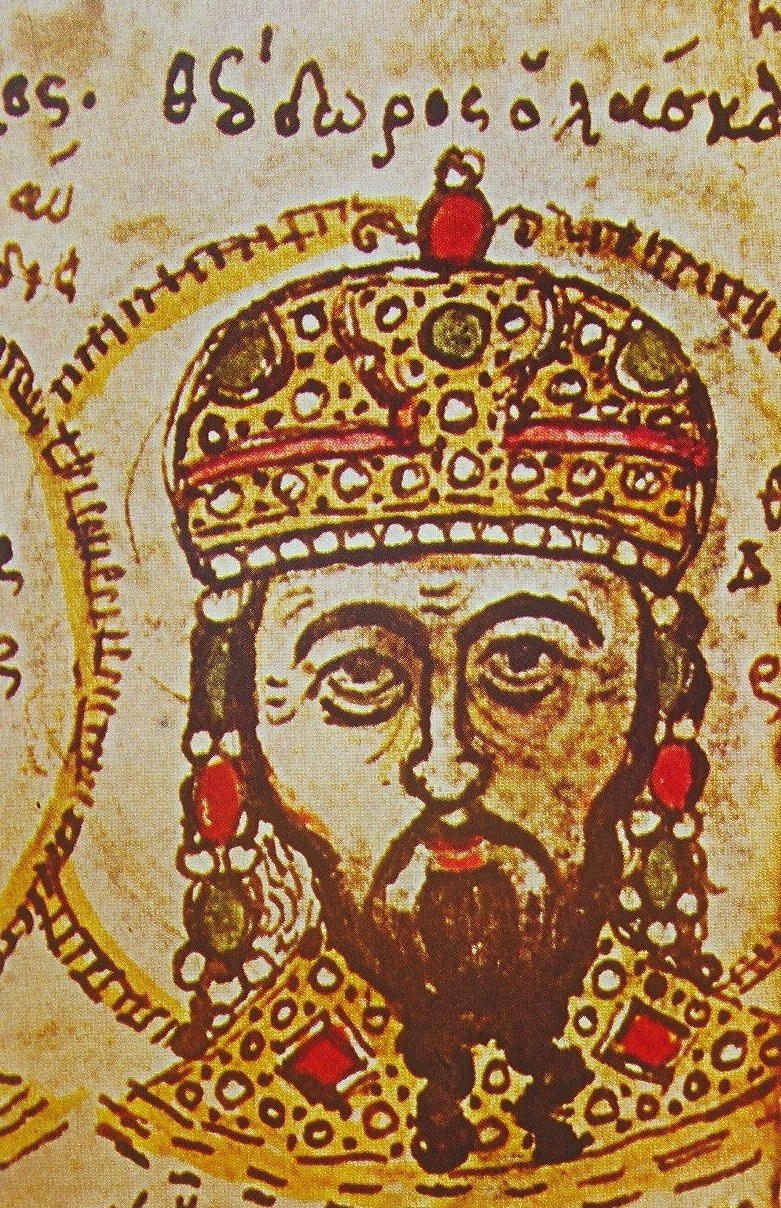
Феодор I Ласкарис

Греческие авторы приводят различные данные о численности войск. Георгий Акрополит, Скутариот и Никифор Григора сообщали, что в армии Ласкариса было 2000 человек, тогда как епископ Пелагонийский Георгий в житии никейского императора Иоанна Ватаца писал о 3000. Армию Кейхюсрева Георгий Пелагонийский оценивал в 60000 человек, а Никифор Григора — в 20000. По словам А. Саввидеса, более реальной является оценка Никифора Григоры. Ф. Успенский писал, что в армии султана было 20 000 воинов, а у Ласкариса 2500.
Битва состоялась в июне 1211 года у Алашехира (Ибн Биби) или у Антиохии-на-Меандре. Сначала перевес был на стороне сельджуков, сам Ласкарис был сбит с коня. Но в дальнейшем султан погиб. Георгий Акрополит писал, что «Султан ударил императора по голове, так что тот упал с лошади, <…> император встал на ноги, извлёк меч из ножен и <…> ударил по задним ногам султанской лошади (а тот сидел на огромной кобыле). Султан был сброшен будто с башни, и вдруг ему отрубили голову. Ни император, ни кто-либо другой из стоявших рядом не знал кем [именно] он был обезглавлен». В описании Ибн Биби «султан выбил Ласкариса из седла. Слуги султана хотели убить Ласкариса, но султан запретил сделать это… Увидев, что царь повержен наземь, солдаты Ласкариса побежали с поля боя. Охрана Кейхюсрева оставила своего падишаха одного и бросилась за отступавшими. В это мгновение перед султаном неожиданно появился всадник-франк. На всем скаку он налетел на султана и убил его». А. Васильев и Ф. Успенский придерживались версии Георгия Акрополита, по которой Кейхюсрева убил сам Ласкарис. Якобы, Феодор отрубил его голову, затем подняв её на копьё . М. Мейер лишь написал, что султан погиб в битве. Как писал О. Туран, «считается, что султан пал жертвой беспечности, и что победоносная турецкая армия потерпела поражение в результате этого».
Тело султана было временно похоронено в Алашехире, а позже было перевезено в Конью и в конце июня захоронено в гробнице рядом с мечетью Алаеддина. Языджиоглу Али описал похороны Кейхюсрева. По словам В. Гордлевского, в Конье султан был похоронен по домусульманским обычаям, в усыпальницу «поместили лошадь».
После этого воины султана бежали, а Алексей Ангел был пленён и отправлен в монастырь. В то же время Конийский султанат уступил Никейской империи Атталию.

## Семья
В источниках упоминаются три сына Кейхюсрева. Старший из них — Кейкавус I. Вторым по старшинству был Кейкубад I. Его матерью была женщина, ставшая первой женщиной-донатором в султанате Рума — в 1207/08 году она пожертвовала средства на строительство Комплекса Сейида Баттала Гази недалеко от Эскишехира. Позднее она была похоронена в этом комплексе в айване медресе. Её называют Уммюхан-хатун, В. Гордлевский назвал её Фатьма. Позднее Кейхюсрев женился на дочери Мануила Маврозома. От этого брака родились его младший сын Джелаледдин Кейферидун и дочь.

## Личность и наследие
По словам Рустама Шукурова, Кейхюсрев «имел двойную христианскую и мусульманскую идентичность, которая ещё больше осложнялась двойной тюрко-персидской и греческой этнической идентичностью».
Некоторые из сельджукских султанов по туркменской традиции делили страну между членами династии (меликами). Отец Кейхюсрева, Кылыч Арслан II, разделил территории султаната между одиннадцатью наследниками с широкими полномочиями. Это привело к борьбе меликов за престол. Кейхюсрев назначил своего старшего сына Кейкавуса управлять Малатьей, а Кейкубада Токатом, но он не дал им полномочий правителей.
В самом начале своего второго правления Кейхюсрев начал увеличивать число учёных на административных постах. Первым он пригласил в Конью из Дамаска шейха Медждудина Исхака. Ибн-Биби процитировал письмо султана с приглашение к Исхаку, написанное в виде месневи из 35 бейтов, в котором Кейхюсрев сравнивал свои страдания в изгнании со страданиями персидского царя Джамшида. Султан назначил Исхака своим советником и атабеком своего сына Кейкавуса. Также султан доверял ему дипломатические поручения — Кейхюсрев отправил его к аббасидскому халифу Ан-Насиру Лидиниллаху с сообщением о своём восшествии на престол. По пути в Багдад Исхак совершил хадж, а на обратном пути встретился с братьями семьи Ибн аль-Асир (Медждуддин, Зияэддин, Иззеддин), с Ибн аль-Джаузи и его сыном. Исхак пригласил в султанат многих известных учёных: Ибн Араби (ум. 1240), Ахи Эвран (ум. 1261), Ибн аль-Дубайси (ум. 1239)и других. Благодаря этому Конья, Малатья, Сивас и Кайсери стали научными центрами. В султанате Рума сформировалась организация Ахи, которая управляла торговлей, трудоустраивала кочевых туркмен и обучала их профессиям, облегчая их переход к оседлому образу жизни.
Завоёванные Самсун и Анталья были превращены в торговые порты. Для регулирования торговли были заключены соглашения с Кипром и Венецией. Кейхюсрев поощрял иностранных торговцев, он отменил налоги (bâc), пошлины (ubûr) и дополнительные пошлины (zaraib-i avarız). Караванные пути защищались, строились караван-сараи.
По словам Ибн Биби, султан каждый день выслушивал жалобы населения на чиновников. В период второго правления Кейхюсрев проводил политику религиозной терпимости. По словам С. Кайи и К. Каэна, в Конье и других городах немусульмане могли жить свободно и безопасно. Многие греки, узнав, что в султанате новообращённые мусульмане достигли высоких постов и переселялись на сельджукские территории. Помимо греков в султанате свободно жили евреи, армяне и сирийцы, свободно исповедуя свои религии. Такая политика политика позволила султану объединить этнические и религиозные группы.